# Kościół św. Marcina we Wrockach
Kościół świętego Marcina we Wrockach – rzymskokatolicki kościół parafialny należący do parafii pod tym samym wezwaniem (dekanat Golub diecezji toruńskiej).
Jest to świątynia pochodząca z okresu średniowiecza. Prezentuje się wyjątkowo okazale jak na kościół wiejski – rozbudowana została w połowie XIV wieku o trójboczne prezbiterium oraz na początku XV wieku o część wieżową i jedno przęsło nawy. Żadne dostępne materiały archiwalne nie informują, kiedy została rozpoczęta budowa świątyni. Jej najstarszą częścią jest nawa wzniesiona pod koniec XIII wieku. W I połowie XIV wieku zostało do niej dobudowane, od wschodniej strony trójboczne ceglane prezbiterium. Ostatnim etapem budowy było wybudowanie na początku XV wieku, od strony zachodniej, ciężkiej, masywnej wieży. Budowla powstała z kamienia oraz z glazurowanej cegły, zwanej zendrówką. Kościół jest przykładem architektury gotyckiej. Wystrój wnętrza świątyni pochodzi głównie z okresu baroku (XVII–XVIII wiek). Należy do niego m.in. ołtarz główny (z około 1700 roku), ozdobiony rzeźbami patrona kościoła św. Marcina oraz Grzegorza Wielkiego i dwóch niezidentyfikowanych świętych.